# آنا واناتالو
آنا واناتالو (انگلیسی: Anna Vanhatalo؛ زادهٔ ۲۹ فوریهٔ ۱۹۸۴) بازیکن هاکی روی یخ اهل فنلاند است.